# Parque de Les Corts
El parque de Les Corts se encuentra en el distrito de Les Corts de Barcelona. Se halla en la plaza homónima, que lleva el nombre del distrito y del que fue antiguo municipio de Les Corts de Sarrià, integrado en 1897 en la ciudad condal. Fue creado en 1988 con un proyecto de Carme Fiol.

## Descripción
El parque se halla en una plaza de forma rectangular, atravesada en forma diagonal por un canal de agua serpenteante a modo de río artificial, que se puede vadear por varios puentes de pilones sobre el agua. En este terreno había antiguamente una fábrica de ladrillos llamada Can Macians, homenajeada en el parque con dos arcos de ladrillo visto situados a ambos extremos del río. Junto a este terreno se encontraba el Camp de Les Corts, el antiguo estadio del Futbol Club Barcelona. Además del canal de agua hay varias plazoletas de sablón con áreas de juegos infantiles, mesas de ping-pong y un pipicán. La vegetación está compuesta por varios parterres en forma de taludes que sirven para separar las distintas áreas, poblados por diversas especies de árboles, la mayoría perennifolios. Como elemento artístico, el parque incluye una escultura situada dentro del agua en uno de los extremos del canal, titulada Euclídea. Los cuatro elementos (1989), obra de Luis Gueilburt, realizada en acero inoxidable y cerámica sobre una base de piedra caliza, un homenaje al geómetra griego Euclides.

## Vegetación
Entre las especies presentes en el parque se hallan: el fresno (Fraxinus excelsior), el chopo del Canadá (Populus x canadensis), la encina (Quercus ilex), el pino carrasco (Pinus halepensis), la tipuana (Tipuana tipu), la acacia de Constantinopla (Albizia julibrissin), la magnolia (Magnolia grandiflora), el cedro del Himalaya (Cedrus deodara), el cedro del Atlas (Cedrus atlantica) y el pino piñonero (Pinus pinea).